# Arctosa schensiensis
Arctosa schensiensis är en spindelart som beskrevs av Schenkel 1963. Arctosa schensiensis ingår i släktet Arctosa och familjen vargspindlar. Inga underarter finns listade i Catalogue of Life.